# 어뢰정

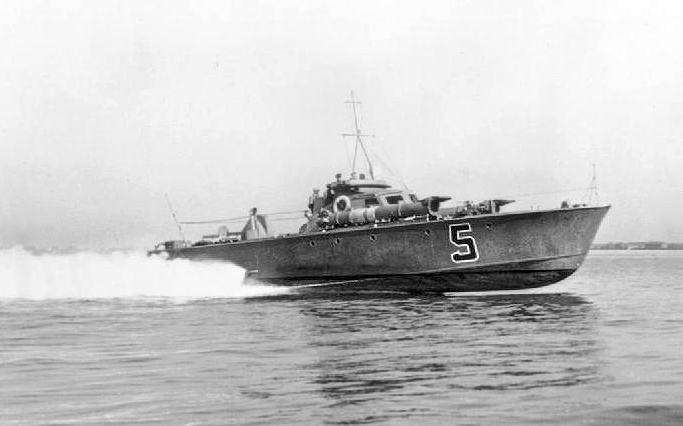

어뢰정(魚雷艇)은  각국 해군에서 어뢰 장비로 적을 공격하기 위한 목적으로 건조된 소형군함이다. 비교적 작고, 빠르며, 전투에서 어뢰를 탑재하여 사용할 수 있도록 설계된 군함을 말한다. 처음 설계 당시에는 폭발성 활대기뢰를 사용해 적선과 충돌하도록 설계되었다가 이후, 자가 추진기를 단 화이트헤드 어뢰를 발사하도록 설계되었다. 전함과 크고 느리고, 무거운 무장선에 속도와 기동력을 이용하여 역공을 가할 수 있도록 만들어졌다.